# Myristicaceae
Le Miristicacee (Myristicaceae R. Br., 1810) sono una famiglia di piante angiosperme dell'ordine Magnoliales comprendente alberi, arbusti e raramente (come nel genere Pycnanthus) liane, diffuse nelle regioni tropicali di tutto il mondo.
La specie più nota è Myristica fragrans, la noce moscata.
La maggior parte delle specie sono grandi alberi apprezzati nell'industria del legno.

## Descrizione
Le Miristicacee sono piante legnose sempreverdi. Il legno è rossiccio per la colorazione rossastra della linfa. Se tagliato, il tronco trasuda una resina rossa o arancione; steli e ramoscelli giovani emanano spesso una linfa incolore che può avere un odore speziato.
Le foglie sono semplici, intere, verde scuro sulla pagina superiore più chiare sulla inferiore.
Le piante sono quasi tutte dioiche, cioè a sessi separati: esistono piante maschili e piante femminili.
I fiori sono di solito piccoli, profumati, con 3-5 tepali e sono disposti in infiorescenze.  I fiori femminili sono senza staminodi, con stimmi spesso lobati. I fiori maschili hanno stami fusi. Il polline è monocolpato.
Il frutto contiene un solo seme e può essere circondato da un tessuto detto arillo. I frutti, in genere piuttosto grossi, in quasi tutte le specie si spaccano spontaneamente quando sono maturi (frutti deiscenti).
Molte specie della famiglia presentano una fitochimica altamente complessa con numerosi composti che sono stati descritti dalle foglie, dalla corteccia, dai frutti, dagli arilli e dai semi di molte specie.

## Tassonomia
Nel sistema APG IV del 2016, le Myristicaceae sono inserite nell'ordine Magnoliales del clade magnoliidi.
La famiglia comprende 20 generi e oltre 500 specie:
- Bicuiba W.J. de Wilde
- Brochoneura Warb.
- Coelocaryon Warb.
- Compsoneura (DC.) Warb.
- Doyleanthus Sauquet
- Endocomia W.J.de Wilde
- Gymnacranthera (A.DC.) Warb.
- Haematodendron Capuron
- Horsfieldia Willd.
- Iryanthera (A.DC.) Warb.
- Knema Lour.
- Mauloutchia Warb.
- Myristica Gronov.
- Osteophloeum Warb.
- Otoba (DC.) H. Karst.
- Paramyristica W.J.de Wilde
- Pycnanthus Warb.
- Scyphocephalium Warb.
- Staudtia Warb.
- Virola Aubl.